# Михелев, Давид Израилевич
Дави́д Изра́илевич Ми́хелев (род. 1915) — советский судостроитель, лауреат Ленинской премии (1966).

## Биография
В 1940 окончил Николаевский кораблестроительный институт, работал на судостроительном заводе в г. Северодвинск.
Затем работает на Ленинградском судостроительном заводе им. А. А. Жданова (ныне ОАО Судостроительный завод «Северная верфь»), становится главным технологом заказа.
Давид Михелев — один из инициаторов поточно-позиционной постройки кораблей.
Один из авторов изобретения «Устройство для испытаний главных энергетических установок судов на плаву».

## Награды
- Награждён орденами Трудового Красного Знамени и «Знак Почёта».
- Лауреат Ленинской премии.